# Titusville (Florida)
Titusville è un comune degli Stati Uniti d'America, capoluogo della Contea di Brevard, nello Stato della Florida.
È una cittadina che sorge sul lato interno della intracoastal waterway, un sottile braccio di mare che separa una lunga fascia di isole costiere dall'entroterra vero e proprio della Florida. È un posto non diverso da tanti altri della provincia americana, ma ha la particolarità di sorgere proprio accanto al Kennedy Space Center di Cape Canaveral dal quale vengono lanciati gli Space Shuttle.
La partenza di ogni missione della NASA si trasforma in un evento che raduna moltissimi turisti, attratti dallo spettacolo sicuramente singolare ed emozionante dei lanci nello spazio.